# Bouddha de Hyderabad
Le Bouddha de Hyderabad est une statue monolithique de Gautama Bouddha située sur un îlot artificiel au centre du lac Hussain Sagar, à Hyderabad, dans l'État du Télangana, en Inde. 
Avec ses 18 mètres de hauteur et un poids de plus de 350 tonnes, elle est considérée comme la plus haute statue monolithique de Bouddha au monde,.

## Histoire
L'initiative de cette statue revient à Nandamuri Taraka Rama Rao, alors ministre en chef de l’Andhra Pradesh entre 1983 et 1989. Inspiré par la Statue de la Liberté lors d'une visite à New York, il souhaitait ériger un monument symbolisant la paix et l'héritage culturel indien. Le choix de Bouddha s'est imposé en raison de ses enseignements humanistes et de son engagement envers la vérité.
Après avoir identifié un bloc de granite blanc sur une colline près de Raigiri, à environ 46 km de Hyderabad, les travaux de sculpture ont débuté en octobre 1985 sous la direction de l'architecte S. M. Ganapathi Sthapathi. Environ 200 artisans ont travaillé pendant deux ans pour sculpter la statue.

## Transport et accident
Le 10 mars 1990, lors du transport de la statue vers son emplacement sur le lac, celle-ci a basculé et est tombée dans l'eau, entraînant la mort de dix personnes,. 
Après deux ans d’efforts, la statue a été récupérée et érigée avec succès sur l'îlot le 1er décembre 1992.

## Consécration
En 2006, le 14e dalaï-lama a procédé à la consécration de la statue lors d’une cérémonie religieuse.

## Caractéristiques
La statue mesure 18 mètres de hauteur et pèse environ 350 tonnes. Elle est sculptée dans un unique bloc de granite blanc, un matériau reconnu pour sa durabilité et sa résistance aux intempéries. La représentation du Bouddha est en posture debout, adoptant le geste appelé Abhaya Mudra, symbole de l’absence de peur et de protection. La statue est située sur un îlot au centre du lac Hussain Sagar, à Hyderabad, et est accessible aux visiteurs par bateau depuis le parc Lumbini, situé sur les rives du lac.

## Accès
La statue du Bouddha est accessible par bateau depuis le parc Lumbini, situé sur les rives du lac Hussain Sagar. Le trajet en bateau dure environ 15 minutes et permet aux visiteurs d'approcher de près le monument emblématique de la ville. Des bateaux motorisés sont disponibles au départ du parc, offrant une vue panoramique du lac et de la statue en cours de route.
Les stations de métro les plus proches du parc Lumbini sont Lakdi-Ka-Pul, Khairatabad et Assembly, facilitant l'accès au site depuis différents points de la ville.

## Culture populaire
La statue a servi de décor à plusieurs films indiens, notamment pour une scène avec l’acteur Ram Charan dans un film tourné à Hyderabad.